# Campeonato de Portugal de 2020–21
O Campeonato de Portugal de 2020–21 foi a 8.ª edição do Campeonato de Portugal, o primeiro nível não profissional do futebol português. Um total de 96 equipas participaram na competição.
Devido ao cancelamento de todas as competições não profissionais no país devido à pandemia de COVID-19 em Portugal na temporada anterior, nenhuma equipa foi despromovida, o que levou à adição de uma equipa por cada um dos 20 campeonatos distritais. A Federação Portuguesa de Futebol decidiu a criação da Liga 3, o novo escalão do sistema da liga portuguesa, começando com a temporada 2021–22, bem como o novo formato a partir de 2021–22, incluindo a adição de quatro convites a equipas de reserva de clubes da Primeira Liga, elevando o número total de equipas de 72 para 96. Este novo formato irá reduzir o número total de equipas para 56 na temporada seguinte.

## Formato
O novo formato de competição consiste em três fases. Na primeira fase, os 96 clubes foram divididos em oito séries de 12 equipas, de acordo com critérios geográficos, com no máximo duas equipas de reservas (equipas B) em cada série. Dentro dessas séries as equipas jogaram contra todas as equipas a duas voltas.
Na segunda fase, as equipas mais bem colocadas de cada uma das oito séries avançaram para a fase de promoção à Segunda Liga, as equipas colocadas do segundo ao quinto classificaram-se para fase de qualificação para a Liga 3, as 4 últimas equipas foram despromovidas para os Campeonatos Distritais enquanto as restantes equipas asseguraram a manutenção Campeonato de Portugal.
Na série de promoção, as 8 equipas foram divididas em duas séries de 4 equipas, sendo os vencedores de cada série promovidos à Segunda Liga de 2021–22 e as restantes equipas apuradas para a Liga 3. Na fase de qualificação para a Liga 3, as 32 equipas foram divididas em oito séries de 4 equipas, as duas equipas mais bem colocadas de cada série qualificaram-se para a Liga 3, enquanto as restantes permaneceram no Campeonato de Portugal. Na fase de promoção e na fase de qualificação para a Liga 3, as equipas jogaram contra todas as equipas a duas voltas.
Na terceira fase, as equipas vencedoras de cada uma da séries de promoção disputaram uma final em campo neutro para decidir o campeão.

## Participantes
| Águia Vimioso Bragança Montalegre Cerveira Pedras Salgadas Maria da Fonte Mirandela Vianense Vidago Vilaverdense Fafe Felgueiras Mondinense Rio Ave B Amarante Pedras Rubras Gondomar Leça Salgueiros Trofense Paredes Vila Real Castro Daire Sanjoanense Anadia Beira-Mar Lus. Lourosa Lusitano Vildemoinhos Águeda S. João Ver Sp. Espinho Vila Cortês Alcains Oleiros Benf. Castelo Branco Carapinheirense Condeixa Oliveira do Hospital Marinhense Mortágua Sertanense U. Leiria Vit. Sernache Caldas Fátima Alverca Loures Lourinhanense Sacavenense Torreense U. Almeirim U. Santarém Estrela Fabril Barreiro Ol. Montijo Aljustrelense Amora Esperança de Lagos Louletano Moncarapachense Moura Olhanense Vit. Setúbal Braga Guimarães Santo Tirso Vila Nova de Gaia Sintra Lisbon Pinhal Novo Évora Equipas de Braga Braga B Merelinense Equipas de Guimarães Berço SC Brito SC Pevidém SC Vitória SC B Equipas de Santo Tirso São Martinho Tirsense Equipas de Vila Nova de Gaia Coimbrões Canelas Valadares Equipas de Sintra 1.º Dezembro Pêro Pinheiro Sintrense Real SC Equipas de Lisboa Belenenses SAD B Oriental Sporting B Equipas do Pinhal Novo Oriental Dragon Pinhalnovense Equipas de Évora Juventude de Évora Lusitano de ÉvoraLocalização das equipas da 1.ª fase do Campeonato de Portugal de 2020–21 (Portugal Continental). Castanho: Série A; Vermelho: Série B; Laranja: Série C; Amarelo: Série D; Verde: Série E; Azul: Série F; Roxo: Série G; Rosa: Série H. | Camacha Marítimo B Câmara de Lobos União da MadeiraLocalização das equipas do Campeonato de Portugal de 2020–21 (Madeira). Vermelho: Série B; Laranja: Série C. Fontinhas Rabo Peixe Sp. Ideal PraienseLocalização das equipas do Campeonato de Portugal de 2020–21 (Açores). Roxo: Série G. |

Equipas despromovidas da Segunda Liga de 2019–20:
- Cova da Piedade Vitória de Setúbal[a]
- Casa Pia Desportivo das Aves[a][b]

| Da Série A: - Fafe - Vitória SC B - Braga B - Merelinense - São Martinho - Maria da Fonte - Marítimo B - Montalegre - Berço - Chaves Satélite - Mirandela - União da Madeira - Pedras Salgadas - Cerveira - Bragança - AD Oliveirense - Câmara de Lobos | Da Série B: - Lusitânia Lourosa - Sp. Espinho - Leça - Castro Daire - Sanjoanense - Felgueiras - Paredes - Canelas 2010 - Amarante - Coimbrões - Trofense - Pedras Rubras - Gondomar - Lusitano Vildemoinhos - Valadares Gaia - Vila Real - Ginásio Figueirense | Da Série C: - Praiense - Benfica Castelo Branco - Anadia - Sertanense - Fátima - Beira-Mar - Caldas - Condeixa - Torreense - Oleiros - Marinhense - União de Leiria - Águeda - Oliveira do Hospital - União de Santarém - Sp. Ideal - Vitória de Sernache - Fontinhas | Da Série D: - Olhanense - Real - Alverca - Louletano - Sintrense - Pinhalnovense - Loures - Oriental - 1.º Dezembro - Amora - Esperança de Lagos - Armacenenses - Olímpico Montijo - Sacavenense - Lusitano de Évora - Fabril Barreiro - Aljustrelense - Sintra Football Estrela da Amadora |

Promovidos dos Campeonatos Distritais de 2019–20:
- AF Algarve: Moncarapachense
- AF Aveiro: São João de Ver
- Camp. Açores: Rabo de Peixe
- AF Beja: Moura
- AF Braga: Pevidém, Brito[f] e Vilaverdense[e]
- AF Bragança: Águia Vimioso
- AF Castelo Branco: Alcains
- AF Coimbra: Carapinheirense
- AF Évora: Juventude de Évora
- AF Guarda: Sp. Mêda Vila Cortês[j]
- AF Leiria: GRAP[k]
- AF Lisboa: Pêro Pinheiro e Lourinhanense[l]
- AF Madeira: Camacha[d]
- AF Portalegre: Crato[m]
- AF Porto: Salgueiros e Tirsense[m]
- AF Santarém: União Almeirim
- AF Setúbal: Oriental Dragon
- AF Viana do Castelo: Vianense
- AF Vila Real: Mondinense e Vidago[c]
- AF Viseu: Mortágua

Equipas de reservas convidadas:
- Sporting B[11]
- Rio Ave B[12]
- Belenenses SAD B[13]

Notas
1. 1 2  Vitória de Setúbal e Desportivo das Aves (classificados em 16.º e 18.º na Primeira Liga de 2019–20) foram excluídos das competições profissionais pela Liga Portuguesa de Futebol Profissional por falharem o processo de licenciamento, sendo relegadas para o Campeonato de Portugal. Como consequência Cova da Piedade e Casa Pia (classificados 17.º e 18.º na Segunda Liga de 2019–20) não foram despromovidos ao Campeonato de Portugal.[2][3]
2. ↑  Desportivo das Aves desistiu da competição após o sorteio da 1.ª fase. por essa razão não foi substituído por nenhuma equipa e a série B foi disputada por 11 equipas apenas.
3. 1 2  Chaves decidiu terminar com a sua equipa de reservas. Neste caso o Vidago, 2º classificado do Campeonato distrital foi convidado pela AF Vila Real tendo aceite o convite.[4][5]
4. 1 2 3  Camacha, Câmara de Lobos e União da Madeira desistiram da competição a 7 de janeiro de 2021 devido às restrições impostas pelo Governo Regional da Madeira para combater a pandemia de COVID-19, que incluíam a suspensão das competições desportivas amadoras a partir de outubro de 2020. Devido a essas condicionantes a FPF atribuiu às 3 equipas a participação na época seguinte do Campeonato de Portugal e todos os jogos por elas disputadas até então foram declarados nulos. A 1ª fase da Série B e C foram concluídas por apenas 10 equipas.
5. 1 2  AD Oliveirense entrou em insolvência e assim não conseguiu obter o licensiamento para a competição. Assim foi convidado o Vilaverdense, 3º classificado do Campeonato Distrital da AF Braga, que aceitou o convite.[8]
6. 1 2  Ginásio Figueirense desistiu da competição. O Brito, 2.º classificado do Campeonato Distrital foi convidado pela AF Braga  (AF Braga é a segunda associação com mais clubes nos campeonatos nacionais) tendo aceite o convite.
7. ↑  Fátima desistiu da competição depois de declarar insolvência a 1 de dezembro de 2020. Por essa razão todos os jogos foram declarados nulos e a 1.ª fase da Série F foi concluída por 11 equipas.
8. ↑  Armacenenses desistiu da competição após o sorteio da 1.ª fase. Por essa razão a equipa não foi substituída e a 1.ª fase da Série H foi disputada por 11 equipas.>[6]
9. ↑  Estrela da Amadora tomou o lugar do Sintra Football devido à fusão deste com o Clube Desportivo Estrela que resultou na criação do Club Football Estrela da Amadora.[7]
10. ↑  Sp. Mêda desistiu da competição. Assim foi convidado o Manteigas, 2.º classificado do Campeonato Distrital da AF Guarda mas recusou o convite. Foi convidada a equipa classificada no lugar imediatamente a seguir, o Vila Cortês (3º classificado) que aceitou o convite.
11. ↑  GRAP desistiu da competição a 25 de janeiro de 2021. Por esse motivo os seus jogos foram declarados nulos e a 1ª fase da Série E foi concluída por 11 equipas.[9]
12. ↑  Lourinhanense, 2.º classificado do Campeonato Distrital da AF Lisboa foi convidado a participar dado que apenas 3 das 4 vagas para equipas B foram preenchidas.[10]
13. 1 2  Crato, campeões distritais da AF Portalegre declinaram a promoção assim como as equipas classificadas entre o 2.º e o 5.º lugar. Assim foi convidado o Tirsense, 2º classificado do Campeonato Distrital da AF Porto  (AF Porto é a associação de futebol com mais clubes nos campeonatos nacionais) tendo aceite o convite.

## 1.ª Fase
O sorteio da 1.ª fase decorreu no dia 4 de setembro de 2020 e os jogos foram disputados entre 20 de setembro de 2020 e 3 de abril de 2021.

### Série A
| Pos | Equipe             | Pts | J  | V  | E | D  | GP | GC | SG  | Classificação ou descenso         |
| --- | ------------------ | --- | -- | -- | - | -- | -- | -- | --- | --------------------------------- |
| 1   | Braga B (Q)        | 55  | 22 | 17 | 4 | 1  | 61 | 12 | +49 | Avança para Promoção 2.ª Liga     |
| 2   | Merelinense (Q)    | 48  | 22 | 15 | 3 | 4  | 34 | 13 | +21 | Avança para Qualificação 3.ª Liga |
| 3   | Montalegre (Q)     | 38  | 22 | 10 | 8 | 4  | 36 | 24 | +12 | Avança para Qualificação 3.ª Liga |
| 4   | Mirandela (Q)      | 35  | 22 | 9  | 8 | 5  | 24 | 16 | +8  | Avança para Qualificação 3.ª Liga |
| 5   | Maria da Fonte (Q) | 32  | 22 | 9  | 5 | 8  | 30 | 29 | +1  | Avança para Qualificação 3.ª Liga |
| 6   | Vianense           | 32  | 22 | 9  | 5 | 8  | 26 | 28 | −2  |                                   |
| 7   | Vilaverdense       | 28  | 22 | 7  | 7 | 8  | 28 | 30 | −2  |                                   |
| 8   | Pedras Salgadas    | 26  | 22 | 6  | 8 | 8  | 19 | 23 | −4  |                                   |
| 9   | Vidago (R)         | 23  | 22 | 6  | 5 | 11 | 27 | 36 | −9  | Despromoção aos Distritais        |
| 10  | Bragança (R)       | 20  | 22 | 4  | 8 | 10 | 16 | 25 | −9  | Despromoção aos Distritais        |
| 11  | Cerveira (R)       | 15  | 22 | 3  | 6 | 13 | 11 | 27 | −16 | Despromoção aos Distritais        |
| 12  | Águia Vimioso (R)  | 8   | 22 | 1  | 5 | 16 | 12 | 61 | −49 | Despromoção aos Distritais        |

### Série B
| Pos | Equipe              | Pts | J  | V  | E | D  | GP | GC | SG  | Classificação ou descenso         |
| --- | ------------------- | --- | -- | -- | - | -- | -- | -- | --- | --------------------------------- |
| 1   | Pevidém (Q)         | 34  | 18 | 9  | 7 | 2  | 27 | 16 | +11 | Avança para Promoção 2.ª Liga     |
| 2   | Fafe (Q)            | 34  | 18 | 10 | 4 | 4  | 25 | 17 | +8  | Avança para Qualificação 3.ª Liga |
| 3   | Vitória SC B (Q)    | 32  | 18 | 8  | 8 | 2  | 33 | 14 | +19 | Avança para Qualificação 3.ª Liga |
| 4   | Felgueiras (Q)      | 31  | 18 | 8  | 7 | 3  | 26 | 17 | +9  | Avança para Qualificação 3.ª Liga |
| 5   | São Martinho (Q)    | 27  | 18 | 7  | 6 | 5  | 24 | 20 | +4  | Avança para Qualificação 3.ª Liga |
| 6   | Berço               | 26  | 18 | 7  | 5 | 6  | 30 | 27 | +3  |                                   |
| 7   | Rio Ave B           | 25  | 18 | 7  | 4 | 7  | 23 | 23 | 0   |                                   |
| 8   | Tirsense            | 21  | 18 | 6  | 3 | 9  | 21 | 29 | −8  |                                   |
| 9   | Brito (R)           | 14  | 18 | 3  | 5 | 10 | 20 | 31 | −11 | Despromoção aos Distritais        |
| 10  | Mondinense (R)      | 1   | 18 | 0  | 1 | 17 | 11 | 46 | −35 | Despromoção aos Distritais        |
| 11  | Camacha             | 0   | 0  | 0  | 0 | 0  | 0  | 0  | 0   | Desistiu                          |
| 12  | Desportivo das Aves | 0   | 0  | 0  | 0 | 0  | 0  | 0  | 0   | Desistiu                          |

### Série C
| Pos | Equipe            | Pts | J  | V  | E | D  | GP | GC | SG  | Classificação ou descenso         |
| --- | ----------------- | --- | -- | -- | - | -- | -- | -- | --- | --------------------------------- |
| 1   | Trofense (Q)      | 36  | 18 | 10 | 6 | 2  | 17 | 6  | +11 | Avança para Promoção 2.ª Liga     |
| 2   | Leça (Q)          | 34  | 18 | 10 | 4 | 4  | 26 | 18 | +8  | Avança para Qualificação 3.ª Liga |
| 3   | Gondomar (Q)      | 34  | 18 | 10 | 4 | 4  | 26 | 13 | +13 | Avança para Qualificação 3.ª Liga |
| 4   | Marítimo B (Q)    | 30  | 18 | 9  | 3 | 6  | 29 | 15 | +14 | Avança para Qualificação 3.ª Liga |
| 5   | Amarante (Q)      | 24  | 18 | 7  | 3 | 8  | 15 | 17 | −2  | Avança para Qualificação 3.ª Liga |
| 6   | Salgueiros        | 22  | 18 | 6  | 4 | 8  | 19 | 18 | +1  |                                   |
| 7   | Paredes           | 20  | 18 | 5  | 5 | 8  | 9  | 15 | −6  |                                   |
| 8   | Vila Real         | 19  | 18 | 5  | 4 | 9  | 16 | 25 | −9  |                                   |
| 9   | Pedras Rubras (R) | 17  | 18 | 5  | 2 | 11 | 12 | 27 | −15 | Despromoção aos Distritais        |
| 10  | Coimbrões (R)     | 15  | 18 | 4  | 3 | 11 | 14 | 29 | −15 | Despromoção aos Distritais        |
| 11  | União da Madeira  | 0   | 0  | 0  | 0 | 0  | 0  | 0  | 0   | Desistiu                          |
| 12  | Câmara de Lobos   | 0   | 0  | 0  | 0 | 0  | 0  | 0  | 0   | Desistiu                          |

### Série D
| Pos | Equipe                    | Pts | J  | V  | E  | D  | GP | GC | SG  | Classificação ou descenso         |
| --- | ------------------------- | --- | -- | -- | -- | -- | -- | -- | --- | --------------------------------- |
| 1   | Anadia (Q)                | 44  | 22 | 13 | 5  | 4  | 39 | 15 | +24 | Avança para Promoção 2.ª Liga     |
| 2   | Canelas 2010 (Q)          | 41  | 22 | 12 | 5  | 5  | 28 | 13 | +15 | Avança para Qualificação 3.ª Liga |
| 3   | Lusitânia Lourosa (Q)     | 39  | 22 | 11 | 6  | 5  | 38 | 26 | +12 | Avança para Qualificação 3.ª Liga |
| 4   | São João de Ver (Q)       | 38  | 22 | 10 | 8  | 4  | 30 | 14 | +16 | Avança para Qualificação 3.ª Liga |
| 5   | Sanjoanense (Q)           | 36  | 22 | 8  | 12 | 2  | 26 | 13 | +13 | Avança para Qualificação 3.ª Liga |
| 6   | Castro Daire              | 35  | 22 | 10 | 5  | 7  | 23 | 24 | −1  |                                   |
| 7   | Valadares                 | 33  | 22 | 10 | 3  | 9  | 36 | 27 | +9  |                                   |
| 8   | Espinho                   | 31  | 22 | 9  | 4  | 9  | 33 | 22 | +11 |                                   |
| 9   | Beira-Mar (R)             | 31  | 22 | 9  | 4  | 9  | 30 | 23 | +7  | Despromoção aos Distritais        |
| 10  | Águeda (R)                | 17  | 22 | 4  | 5  | 13 | 17 | 28 | −11 | Despromoção aos Distritais        |
| 11  | Lusitano Vildemoinhos (R) | 16  | 22 | 4  | 4  | 14 | 17 | 34 | −17 | Despromoção aos Distritais        |
| 12  | Vila Cortez (R)           | 4   | 22 | 1  | 1  | 20 | 8  | 86 | −78 | Despromoção aos Distritais        |

### Série E
| Pos | Equipe                     | Pts | J  | V  | E  | D | GP | GC | SG  | Classificação ou descenso        |
| --- | -------------------------- | --- | -- | -- | -- | - | -- | -- | --- | -------------------------------- |
| 1   | União de Leiria (Q)        | 47  | 20 | 14 | 5  | 1 | 34 | 9  | +25 | Avança para Promoção 2ª Liga     |
| 2   | Oliveira do Hospital (Q)   | 34  | 20 | 9  | 7  | 4 | 24 | 19 | +5  | Avança para Qualificação 3ª Liga |
| 3   | Benfica Castelo Branco (Q) | 32  | 20 | 8  | 8  | 4 | 21 | 14 | +7  | Avança para Qualificação 3ª Liga |
| 4   | Condeixa (Q)               | 29  | 20 | 7  | 8  | 5 | 18 | 17 | +1  | Avança para Qualificação 3ª Liga |
| 5   | Marinhense (Q)             | 28  | 20 | 8  | 4  | 8 | 23 | 21 | +2  | Avança para Qualificação 3ª Liga |
| 6   | Oleiros                    | 26  | 20 | 6  | 8  | 6 | 28 | 27 | +1  |                                  |
| 7   | Sertanense                 | 21  | 20 | 4  | 9  | 7 | 22 | 24 | −2  |                                  |
| 8   | Vitória de Sernache        | 21  | 20 | 5  | 6  | 9 | 25 | 28 | −3  |                                  |
| 9   | Carapinheirense (R)        | 21  | 20 | 5  | 6  | 9 | 21 | 26 | −5  | Despromoção aos Distritais       |
| 10  | Mortágua (R)               | 14  | 20 | 1  | 11 | 8 | 15 | 26 | −11 | Despromoção aos Distritais       |
| 11  | Alcains (R)                | 17  | 20 | 3  | 8  | 9 | 14 | 34 | −20 | Despromoção aos Distritais       |
| 12  | GRAP                       | 0   | 0  | 0  | 0  | 0 | 0  | 0  | 0   | Desistiu                         |

### Série F
| Pos | Equipe                | Pts | J  | V  | E | D  | GP | GC | SG  | Classificação ou descenso         |
| --- | --------------------- | --- | -- | -- | - | -- | -- | -- | --- | --------------------------------- |
| 1   | Torreense (Q)         | 48  | 20 | 15 | 3 | 2  | 37 | 10 | +27 | Avança para Promoção 2.ª Liga     |
| 2   | Alverca (Q)           | 47  | 20 | 15 | 2 | 3  | 38 | 10 | +28 | Avança para Qualificação 3.ª Liga |
| 3   | União de Santarém (Q) | 35  | 20 | 10 | 5 | 5  | 31 | 23 | +8  | Avança para Qualificação 3.ª Liga |
| 4   | Caldas (Q)            | 30  | 20 | 9  | 3 | 8  | 24 | 25 | −1  | Avança para Qualificação 3.ª Liga |
| 5   | Loures (Q)            | 29  | 20 | 8  | 5 | 7  | 19 | 19 | 0   | Avança para Qualificação 3.ª Liga |
| 6   | Sintrense             | 28  | 20 | 9  | 1 | 10 | 28 | 30 | −2  |                                   |
| 7   | Sacavenense           | 22  | 20 | 5  | 7 | 8  | 19 | 23 | −4  |                                   |
| 8   | Pêro Pinheiro         | 21  | 20 | 5  | 6 | 9  | 10 | 17 | −7  |                                   |
| 9   | 1.º Dezembro (R)      | 19  | 20 | 4  | 7 | 9  | 16 | 26 | −10 | Despromoção aos Distritais        |
| 10  | União de Almeirim (R) | 16  | 20 | 4  | 4 | 12 | 14 | 26 | −12 | Despromoção aos Distritais        |
| 11  | Lourinhanense (R)     | 10  | 20 | 1  | 7 | 12 | 15 | 42 | −27 | Despromoção aos Distritais        |
| 12  | Fátima                | 0   | 0  | 0  | 0 | 0  | 0  | 0  | 0   | Desistiu                          |

### Série G
| Pos | Equipe                 | Pts | J  | V  | E | D  | GP | GC | SG  | Classificação ou descenso         |
| --- | ---------------------- | --- | -- | -- | - | -- | -- | -- | --- | --------------------------------- |
| 1   | Estrela da Amadora (Q) | 53  | 22 | 16 | 5 | 1  | 34 | 12 | +22 | Avança para Promoção 2.ª Liga     |
| 2   | Sporting CP B (Q)      | 49  | 22 | 14 | 7 | 1  | 33 | 7  | +26 | Avança para Qualificação 3.ª Liga |
| 3   | Oriental Dragon (Q)    | 37  | 22 | 11 | 4 | 7  | 30 | 20 | +10 | Avança para Qualificação 3.ª Liga |
| 4   | Praiense (Q)           | 32  | 22 | 8  | 8 | 6  | 25 | 23 | +2  | Avança para Qualificação 3.ª Liga |
| 5   | Real SC (Q)            | 32  | 22 | 9  | 5 | 8  | 32 | 23 | +9  | Avança para Qualificação 3.ª Liga |
| 6   | Fontinhas              | 32  | 22 | 9  | 5 | 8  | 30 | 26 | +4  |                                   |
| 7   | Rabo de Peixe          | 27  | 22 | 7  | 6 | 9  | 17 | 25 | −8  |                                   |
| 8   | Sp. Ideal              | 23  | 22 | 5  | 8 | 9  | 26 | 34 | −8  |                                   |
| 9   | Belenenses SAD B (R)   | 22  | 22 | 5  | 7 | 10 | 16 | 26 | −10 | Despromoção aos Distritais        |
| 10  | CUF Barreiro (R)       | 21  | 22 | 5  | 6 | 11 | 19 | 31 | −12 | Despromoção aos Distritais        |
| 11  | Oriental (R)           | 16  | 22 | 3  | 7 | 12 | 16 | 27 | −11 | Despromoção aos Distritais        |
| 12  | Olímpico Montijo (R)   | 16  | 22 | 4  | 4 | 14 | 19 | 43 | −24 | Despromoção aos Distritais        |

### Série H
| Pos | Equipe                 | Pts | J  | V  | E  | D  | GP | GC | SG  | Classificação ou descenso         |
| --- | ---------------------- | --- | -- | -- | -- | -- | -- | -- | --- | --------------------------------- |
| 1   | Vitória de Setúbal (Q) | 50  | 20 | 15 | 5  | 0  | 49 | 20 | +29 | Avança para Promoção 2.ª Liga     |
| 2   | Amora (Q)              | 44  | 20 | 13 | 5  | 2  | 34 | 13 | +21 | Avança para Qualificação 3.ª Liga |
| 3   | Olhanense (Q)          | 35  | 20 | 10 | 5  | 5  | 27 | 17 | +10 | Avança para Qualificação 3.ª Liga |
| 4   | Louletano (Q)          | 34  | 20 | 8  | 10 | 2  | 30 | 18 | +12 | Avança para Qualificação 3.ª Liga |
| 5   | Moncarapachense (Q)    | 25  | 20 | 6  | 7  | 7  | 22 | 21 | +1  | Avança para Qualificação 3.ª Liga |
| 6   | Pinhalnovense          | 25  | 20 | 7  | 4  | 9  | 26 | 30 | −4  |                                   |
| 7   | Juventude de Évora     | 24  | 20 | 6  | 6  | 8  | 27 | 36 | −9  |                                   |
| 8   | Esperança de Lagos     | 23  | 20 | 6  | 5  | 9  | 25 | 26 | −1  |                                   |
| 9   | Lusitano de Évora (R)  | 23  | 20 | 6  | 5  | 9  | 19 | 23 | −4  | Despromoção aos Distritais        |
| 10  | Aljustrelense (R)      | 14  | 20 | 4  | 2  | 14 | 12 | 41 | −29 | Despromoção aos Distritais        |
| 11  | Moura (R)              | 4   | 20 | 0  | 4  | 16 | 17 | 43 | −26 | Despromoção aos Distritais        |
| 12  | Armacenenses           | 0   | 0  | 0  | 0  | 0  | 0  | 0  | 0   | Desistiu                          |

## 2.ª Fase
Todos os jogos da 2.ª fase foram disputados entre 18 de abril e 22 de maio de 2021.

### Promoção 2.ª Liga

#### Zona Norte
| Pos | Equipe       | Pts | J | V | E | D | GP | GC | SG | Promovido ou classificado    |
| --- | ------------ | --- | - | - | - | - | -- | -- | -- | ---------------------------- |
| 1   | Trofense (P) | 11  | 6 | 3 | 2 | 1 | 9  | 3  | +6 | Promoção à II Liga           |
| 2   | Anadia       | 10  | 6 | 3 | 1 | 2 | 8  | 7  | +1 | Qualificação para a 3.ª Liga |
| 3   | Pevidém      | 9   | 6 | 3 | 0 | 3 | 5  | 7  | −2 | Qualificação para a 3.ª Liga |
| 4   | Braga B      | 4   | 6 | 1 | 1 | 4 | 6  | 11 | −5 | Qualificação para a 3.ª Liga |

#### Zona Sul
| Pos | Equipe                 | Pts | J | V | E | D | GP | GC | SG | Promovido ou classificado   |
| --- | ---------------------- | --- | - | - | - | - | -- | -- | -- | --------------------------- |
| 1   | Estrela da Amadora (P) | 11  | 6 | 3 | 2 | 1 | 9  | 4  | +5 | Promoção à II Liga          |
| 2   | Torreense              | 11  | 6 | 3 | 2 | 1 | 6  | 5  | +1 | Qualificação para a 3ª Liga |
| 3   | Vitória de Setúbal     | 7   | 6 | 2 | 1 | 3 | 7  | 9  | −2 | Qualificação para a 3ª Liga |
| 4   | União de Leiria        | 4   | 6 | 1 | 1 | 4 | 5  | 9  | −4 | Qualificação para a 3ª Liga |

1. 1 2  Estrela da Amadora venceu o Torreense em pontos no confronto direto: Estrela da Amadora 4, Torreense 1.

### Qualificação 3.ª Liga

#### Série 1
| Pos | Equipe              | Pts | J | V | E | D | GP | GC | SG | Classificado                |
| --- | ------------------- | --- | - | - | - | - | -- | -- | -- | --------------------------- |
| 1   | Montalegre (Q)      | 10  | 6 | 3 | 1 | 2 | 6  | 5  | +1 | Qualificação para a 3ª Liga |
| 2   | Felgueiras 1932 (Q) | 9   | 6 | 2 | 3 | 1 | 6  | 5  | +1 | Qualificação para a 3ª Liga |
| 3   | Merelinense         | 7   | 6 | 2 | 1 | 3 | 5  | 5  | 0  |                             |
| 4   | São Martinho        | 7   | 6 | 2 | 1 | 3 | 6  | 8  | −2 |                             |

1. 1 2  Merelinense superou o São Martinho da diferença de golos.

#### Série 2
| Pos | Equipe           | Pts | J | V | E | D | GP | GC | SG | Classificado                |
| --- | ---------------- | --- | - | - | - | - | -- | -- | -- | --------------------------- |
| 1   | Vitória SC B (Q) | 13  | 6 | 4 | 1 | 1 | 13 | 6  | +7 | Qualificação para a 3ª Liga |
| 2   | Fafe (Q)         | 9   | 6 | 2 | 3 | 1 | 6  | 5  | +1 | Qualificação para a 3ª Liga |
| 3   | Maria da Fonte   | 7   | 6 | 2 | 1 | 3 | 6  | 9  | −3 |                             |
| 4   | Mirandela        | 4   | 6 | 1 | 1 | 4 | 5  | 10 | −5 |                             |

#### Série 3
| Pos | Equipe              | Pts | J | V | E | D | GP | GC | SG | Classificado                |
| --- | ------------------- | --- | - | - | - | - | -- | -- | -- | --------------------------- |
| 1   | São João de Ver (Q) | 10  | 6 | 2 | 4 | 0 | 4  | 2  | +2 | Qualificação para a 3ª Liga |
| 2   | Leça                | 9   | 6 | 2 | 3 | 1 | 6  | 4  | +2 |                             |
| 3   | Sanjoanense (Q)     | 7   | 6 | 2 | 1 | 3 | 4  | 6  | −2 | Qualificação para a 3ª Liga |
| 4   | Gondomar            | 5   | 6 | 1 | 2 | 3 | 4  | 6  | −2 |                             |

1. ↑  Leça não conseguiu obter licenciamento para participar na Liga 3 de 2021–22. Assim a Sanjoanense (3.ª classificada) foi convidada a participar na Liga 3.

#### Série 4
| Pos | Equipe                | Pts | J | V | E | D | GP | GC | SG | Classificado                |
| --- | --------------------- | --- | - | - | - | - | -- | -- | -- | --------------------------- |
| 1   | Canelas 2010 (Q)      | 11  | 6 | 3 | 2 | 1 | 10 | 7  | +3 | Qualificação para a 3ª Liga |
| 2   | Lusitânia Lourosa (Q) | 10  | 6 | 2 | 4 | 0 | 5  | 2  | +3 | Qualificação para a 3ª Liga |
| 3   | Marítimo B            | 6   | 6 | 2 | 0 | 4 | 7  | 10 | −3 |                             |
| 4   | Amarante              | 5   | 6 | 1 | 2 | 3 | 4  | 7  | −3 |                             |

#### Série 5
| Pos | Equipe                   | Pts | J | V | E | D | GP | GC | SG | Classificado                |
| --- | ------------------------ | --- | - | - | - | - | -- | -- | -- | --------------------------- |
| 1   | Oliveira do Hospital (Q) | 8   | 6 | 1 | 5 | 0 | 7  | 6  | +1 | Qualificação para a 3ª Liga |
| 2   | Caldas (Q)               | 8   | 6 | 2 | 2 | 2 | 7  | 7  | 0  | Qualificação para a 3ª Liga |
| 3   | Loures                   | 7   | 6 | 1 | 4 | 1 | 4  | 4  | 0  |                             |
| 4   | Benfica Castelo Branco   | 6   | 6 | 1 | 3 | 2 | 7  | 8  | −1 |                             |

1. 1 2  Oliveira do Hospital venceu o Caldas em pontos no confronto direto: Oliveira do Hospital 4, Caldas 1.

#### Série 6
| Pos | Equipe                | Pts | J | V | E | D | GP | GC | SG | Classificado                |
| --- | --------------------- | --- | - | - | - | - | -- | -- | -- | --------------------------- |
| 1   | Alverca (Q)           | 12  | 6 | 3 | 3 | 0 | 12 | 4  | +8 | Qualificação para a 3ª Liga |
| 2   | União de Santarém (Q) | 9   | 6 | 2 | 3 | 1 | 8  | 6  | +2 | Qualificação para a 3ª Liga |
| 3   | Marinhense            | 5   | 6 | 1 | 2 | 3 | 4  | 12 | −8 |                             |
| 4   | Condeixa              | 5   | 6 | 1 | 2 | 3 | 7  | 9  | −2 |                             |

1. 1 2  Marinhense venceu o Condeixa em pontos no confronto direto: Marinhense 4, Condeixa 1.

#### Série 7
| Pos | Equipe              | Pts | J | V | E | D | GP | GC | SG | Classificado                |
| --- | ------------------- | --- | - | - | - | - | -- | -- | -- | --------------------------- |
| 1   | Oriental Dragon (Q) | 11  | 6 | 3 | 2 | 1 | 7  | 4  | +3 | Qualificação para a 3ª Liga |
| 2   | Sporting CP B (Q)   | 11  | 6 | 3 | 2 | 1 | 10 | 7  | +3 | Qualificação para a 3ª Liga |
| 3   | Louletano           | 6   | 6 | 2 | 0 | 4 | 7  | 8  | −1 |                             |
| 4   | Moncarapachense     | 5   | 6 | 1 | 2 | 3 | 4  | 9  | −5 |                             |

1. 1 2  Oriental Dragon venceu o Sporting B em pontos no confronto direto: Oriental Dragon 4, Sporting B 1.

#### Série 8
| Pos | Equipe      | Pts | J | V | E | D | GP | GC | SG | Classificado                |
| --- | ----------- | --- | - | - | - | - | -- | -- | -- | --------------------------- |
| 1   | Amora (Q)   | 12  | 6 | 3 | 3 | 0 | 11 | 6  | +5 | Qualificação para a 3ª Liga |
| 2   | Real SC (Q) | 8   | 6 | 2 | 2 | 2 | 6  | 7  | −1 | Qualificação para a 3ª Liga |
| 3   | Olhanense   | 7   | 6 | 2 | 1 | 3 | 2  | 4  | −2 |                             |
| 4   | Praiense    | 5   | 6 | 1 | 2 | 3 | 4  | 6  | −2 |                             |

## Final
| 6 junho 2021 | Estrela da Amadora | 0 - 1 (a.p.) | Trofense   | Estádio Cidade de Coimbra |
| 16:00        |                    |              | Keffel 96' | Público: 0                |